# When Your Heart Stops Beating (canción)
«When Your Heart Stops Beating» —en español: «Cuando tu corazón deje de latir»— es el primer sencillo de la banda +44. El álbum debut de la banda también del mismo nombre When Your Heart Stops Beating, fue lanzado el 14 de noviembre. El sencillo sonó por primera vez el 17 de septiembre en la radio KROQ. La canción puede ser escuchada en iTunes y en la página de MySpace de la banda. La banda hace poco grabó la versión electrónica de la canción, que puede ser escuchada en MySpace. Su video estuvo en los 10+ pedidos de MTV Latinoamérica pero no logró avanzar más de la tercera posición.

## Video musical
El video fue pasado por primera vez en Estados Unidos el 2 de octubre de 2006 en TRL. El video muestra a la banda tocando en una casa abandonada. El director del video fue Liz Friedlander, que trabajó con Blink 182 en el video de «Adam's Song».

## Canciones
CD Single (Australia, Alemania, Estados Unidos)
1. «When Your Heart Stops Beating» – 3:14
2. «When Your Heart Stops Beating» (Electronic Mix) – 3:22
3. «145» (Versión acústica de 155) – 3:40
4. «When Your Heart Stops Beating» (Video) - 3:15
CD Single (Reino Unido)
1. «When Your Heart Stops Beating» - 3:14
2. «Baby Come On» (AOL Session) - 2:47
7" Vinilo (Reino Unido)
A. «When Your Heart Stops Beating» - 3:14
B. «When Your Heart Stops Beating» (Electronic Mix) - 3:22
- Datos: Q1748290